# Azteca (paard)

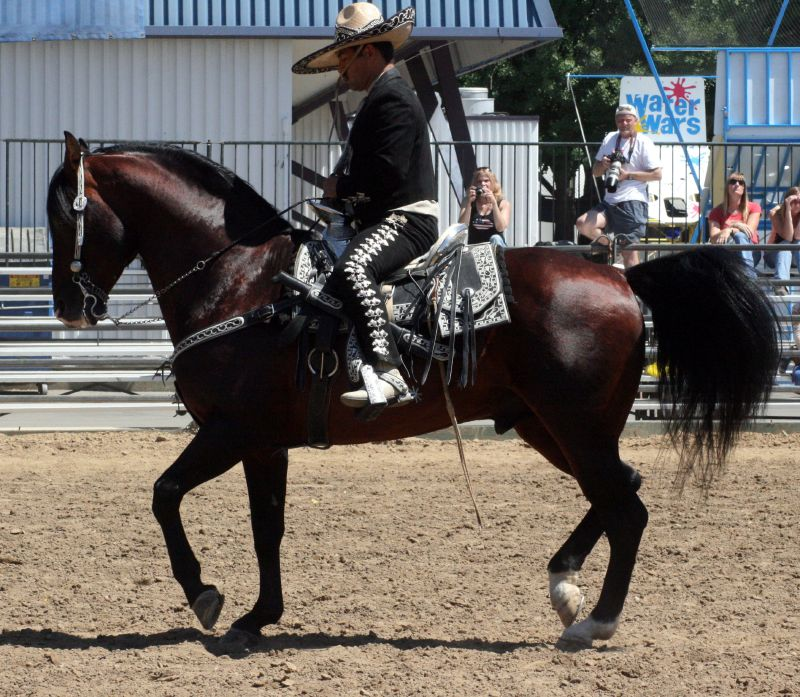
Azteca, bereden ruin

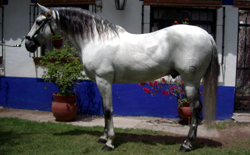
Azteca, schimmel

De azteca is een paardenras dat zeer recent, vanaf 1972, is gefokt in Mexico en in mindere mate in het zuiden van de Verenigde Staten. Azteca's ontstonden uit kruisingen tussen andalusiërhengsten en quarterhorsemerries en andersom, waarbij soms ook bloed van de Zuid-Amerikaanse criollo gebruikt werd.

## Geschiedenis
Het ras werd in 1982 als een inheems ras erkend door de Mexicaanse overheid. In 1992 werd de International Azteca Horse Association opgericht om te waken over de ontwikkeling van het ras. De wortels van het ras gaan veel verder terug: fokkers van de azteca geloven dat ze teruggaan op de Spaanse paarden die eeuwen geleden met de Spaanse veroveraars (conquistadores) naar Mexico en de VS toekwamen. Deze paarden werden al eeuwenlang gefokt ten behoeve van veedrijvers en voor het stierenvechten en hadden dus een zeer goede cow sense. Die eigenschap hebben ze doorgegeven aan het quarter horse. Door terug te fokken met Iberische paarden hoopten de fokkers van de azteca een geschikt paard te fokken voor de charro's met even goede cow sense als het quarter horse, dat bovendien over de veelzijdigheid en het atletische vermogen van het Andalusische paard zou kunnen beschikken.

## Typen
De Amerikaanse stamboekorganisaties hanteren normen die enigszins verschillen van de Mexicaanse. Er zijn verschillende typen azteca's die aangeduid worden met letters. De pure azteca wordt het type A genoemd en heeft voor 5/8 het bloed van het quarter horse en voor 3/8 Andalusisch bloed of omgekeerd. Andere paarden met het bloed van deze rassen krijgen een andere letter.

## Exterieur
Het hoofd van de azteca is edel met kleine oren en vriendelijke ogen. Het lichaam heeft een gespierde hals die goed is aangezet met een mooie welving. De schouders zijn goed schuin op een diepe en brede borst. De schoft is zeer goed ontwikkeld. Het paard heeft een rechte rug en zeer gespierde achterhand. De benen behoren lang en stevig te zijn met goed ontwikkelde gewrichten, lange pijpen en goed gevormde, wat kleine hoeven. Alle vachtkleuren zijn toegestaan, met uitzondering van bont. Schimmelkleurige paarden komen veel voor. De stokmaat ligt tussen 157 en 160 centimeter.

## Karakter
De azteca heeft een uitmuntend temperament. De paarden zijn rustig, energiek, intelligent en gewillig. Bovendien zijn het zeer sociale paarden die soms zelfs meer geïnteresseerd zijn in mensen dan in andere paarden en een zeer sterke band met hun ruiter kunnen ontwikkelen.

## Gebruik
De azteca's worden voor verschillende doeleinden gebruikt. Ze kunnen ingezet worden in vele takken van de paardensport. Ze zijn in staat een goede prestatie te leveren op wedstrijden en hebben voldoende kracht om licht trekwerk te doen. De reden waarvoor ze gefokt zijn is vooral het werken met koeien op de veehouderijen en de cutting sport van het westernrijden.